# Idaea obfuscaria
Idaea obfuscaria là một loài bướm đêm trong họ Geometridae.